# Розовое вино (песня)
«Ро́зовое вино́» — песня российских рэп-хип-хоп-исполнителей Элджея и Федука. Трек был выпущен 4 августа 2017 года в качестве сингла. Текст песни был написан Фёдором Инсаровым и Алексеем Узенюком под минус Валентина Филатова, более известного под псевдонимом Empaldo Beats.
Песня стала музыкальным событием 2017 года. Сингл занял первое место в Top Radio & YouTube Hits и держался там на протяжении семи недель подряд; всего «Розовое вино» 10 раз возглавляло недельный чарт. Трек стал бессменным лидером чартов iTunes и Apple Music на протяжении почти двух месяцев. По итогам 2017 года трек «Розовое вино» занял 13 строчку по числу продаж и стримов в iTunes и Apple Music, а также вошел в Топ-10 популярных песен русскоязычных исполнителей по версии пользователей сервиса Яндекс.Музыка. Песня стала победителем VK Music Awards, став самым прослушиваемым треком (более 200 миллионов раз) за 2017 год в социальной сети «ВКонтакте». По итогам 2018 года композиция заняла второе место в списке самых прослушиваемых песен в России по версии Apple Music.
14 ноября 2017 года вышел клип «Розовое вино», но спустя два дня видео было заблокировано на YouTube из-за жалобы Элджея.

## История создания
Ранее Feduk и Элджей уже были знакомы и в конечном итоге договорились о записи совместного трека. В конце мая 2017 года исполнители встречались несколько раз и думали, чтобы записать песню. Feduk и Элджей решили сделать трек "По-любому танцевальным, по-любому «прямая бочка». «Ковырялись в заметках, ковыряли минуса», в один из таких творческих вечеров они остановились на понравившемся Элджею минусе. Минус был бесплатно сделан битмейкером и саунд-продюсером Empaldo Beats. Empaldo Beats говорил, что «Я просто сделал трек, выложил его в группу, и Элджей написал, свободен он или нет. Я сказал: „Свободен“. Он его забрал». Feduk у себя в заметках нашел припев полугодичной давности, который он записал во время отдыха на Гоа, «прочитал и понял, что это тема» вставил в трек. Feduk объяснил слова припева тем, что «я люблю смотреть на красивые места, задерживая при этом дыхание, чтобы полностью уловить каждый звук».

### Порядок имен в названии
Изначально название Элджей — Розовое Вино feat. Feduk было утверждено обеими сторонами. Под таким наименованием трек впервые был выгружен на страницу Элджея ВКонтакте и в iTunes, при этом выгрузка, происходила в квартире менеджера Федука. По утверждению Элджея, название отражает последовательность куплетов в песне, сначала идет Элджей, а потом Федук. Как только стало понятно что трек становится хитом, у Федука появляется лейбл и требования сменить название. По их просьбе представители Элджея сменили название композиции на Элджей & Feduk — Розовое Вино. По утверждению представителей «никаких проблем с этим у Элджея не возникло».

### Права на композицию
По словам Федука, при записи песни он и Элджей договорились на словах, что права на композицию делятся пополам между артистами. Впоследствии представители Элджея прислали договор, в котором было прописано, что все принадлежит лейблу Элджея, и что Feduk к композиции «Розовое вино» не имеет отношения. Прибыль за продажи также была оговорена на словах. Юристы Feduk прислали свою версию договора, на что представители Элджея ответили, что «вся музыка принадлежит лейблу». В итоге, 65 % прав принадлежит Элджею, а 35 % Федуку. В последующем представители утверждали, что именно Элджей был продюсером произведения, им был организован процесс записи, сведения и мастеринга трека. Именно Элджей и его команда занималась продвижением трека.

## Коммерческий успех
Песня стала музыкальным событием 2017 года. Сингл занял первое место в главном чарте музыкального портала Tophit — Top Radio & YouTube Hits и держался там на протяжении семи недель подряд, всего «Розовое вино» 10 раз возглавляло недельный чарт. Композиция достигла 14 позиции в чарте Russia Airplay и 18 позиции в чарте Poland Airplay. На территории Польши песня стала хитом, продавшись в размере 10 тыс. копий, сингл получил золотую сертификацию. Трек стал бессменным лидером чартов iTunes и Apple Music на протяжении почти двух месяцев. По итогам 2017 года, песня «Розовое вино» заняла 13 строчку по числу продаж и стримов в iTunes и Apple Music, а также вошла в Топ-10 популярных песен русскоязычных исполнителей по версии пользователей сервиса Яндекс.Музыка. Песня, опередив такие хиты как «Ламбада» в исполнении T-Fest’а и Скриптонита и «Половина моя» Miyagi & Эндшпиль, стала победителем первой в истории премии VK Music Awards, став самыми прослушиваемым треком (более 200 миллионов раз) за 2017 год в социальной сети «ВКонтакте». По итогом 2018 года композиция заняла второе место, уступив другому треку Элджея «Минимал», в списке самых прослушиваемых песен в России по версии Apple Music.

## Музыкальное видео
14 ноября 2017 года на YouTube вышел клип «Розовое вино». Режиссёром клипа выступила Алина Пязок, продюсер группы Little Big. По утверждениям Прусикина, Алина срежиссировала клип бесплатно, так как ей очень понравилась песня. Клип снят в Малайзии. В начале ролика присутствует снятое на телефон видео, где Feduk и какой-то неизвестный напевают вступление. «Я похож на птицу. — На принца? — На принца! На принца или на орла. Эй! Я беру вторую бутылку розового вина». Видео представляет собой сборник разных, не связанных между собой сцен, выполненных в антураже Малайзии с использованием неонового света, в которых участвуют танцоры, Федук и Элджей.

### Блокировка
16 ноября 2017 года, всего спустя два дня после выхода, видео было заблокировано из-за жалобы Элджея о нарушении авторских прав. К моменту блокировки клип набрал более двух миллионов просмотров. По заявлению Элджея «Клип … [плохой], выложен был без утверждения с нами, в таком виде я его выпускать не хотел. Когда увидел, хотел снести … так как есть такая возможность. Оценив ситуацию трезво, решил не губить Федуку карьеру. Видео вернется». В это время блогер Эльдар Джарахов написал в твиттере, что однажды бывший продюсер КликКлака, а ныне продюсер Элджея «пытался поднять бабла» на песнях втайне от Джарахова. По словам Эльдара, продюсер без его ведома регистрировал авторские права песен на свою жену. Утром 17 ноября с клипа сняли блокировку, при этом изменилось название композиции, теперь в начале фигурировал Элджей, а не Feduk. Вскоре участник Little Big Ильи Прусикин выложил видео на своем YouTube канале, где назвал сотрудничество Элджея и Федука «гнилым с самого начала». По его словам, Элджей участвовал в записи трека в качестве гостя, но позиционировал песню как свою. Прусикин рассказал, что клип был готов ещё в начале октября, но менеджмент Элджея игнорировал утверждение клипа, поэтому он и вышел без его правок, а видео было заблокировано командой Элджея, поскольку его имя было указано в названии на втором месте. Только после того как представители Федука сменили название, Элджей отозвал жалобу.
Представители Элджея прокомментировали ситуацию так, что финальный монтаж, а также цветокоррекция не были утверждены с ними. Кадры, выбранные Элджеем, не были вставлены в клип, а кадры которые он просил убрать, не были убраны. При этом большинство правок по клипу от Элджея были попросту проигнорированы. Закрытая ссылка на клип от команды Федука с финальным клипом пришла Элджею за полчаса до релиза. Элджей попросил не выкладывать эту версию, а доделать, согласовать и только потом выгрузить снова, при этом предупредил, что если в этот раз проигнорируют правки, ему придется кинуть страйк. В дальнейшем команда Федука вновь проигнорировала правки от Элджея, из-за чего и последовал страйк, но он сработал только через сутки.Сам Элджей подтвердил, что поводом для страйка послужило отношение представителей Федука, а не желание «быть первым в названии», на котором настаивал Илья Прусикин. При этом он отметил, что именно представители Федука при заливке видеоклипа нарушили порядок в названии.

### Пародия
29 декабря 2017 года в телепередаче «Вечерний Ургант» показали пародию под названием «Розово-малиновое вино». В клипе приняли участие ведущий Иван Ургант, сценарист передачи Александр Гудков, певец Игорь Николаев (автор хита «Малиновое вино»), Федук и журналист Юрий Дудь. По сюжету Ургант, Гудков, Николаев и Федук парятся в бане. «Здесь слишком жарко, я перестаю дышать. Парную с алкоголем лучше не мешать», — поет Ургант. В какой-то момент Николаеву становится плохо, отчего его глазные яблоки становятся белыми, отсылая к образу Элджея, после чего Игорь теряет сознание, а Юрий Дудь делает певцу искусственное дыхание. В конце клипа вся компания поёт в караоке песню Николаева «Малиновое вино».

## Издания
- Цифровая загрузка[1]

1. «Розовое вино» — 4:06

## Чарты
| Чарт (2017—2018)                 | Высшая позиция |
| -------------------------------- | -------------- |
| СНГ (TopHit Airplay)             | 1              |
| СНГ Top Radio Hits (Tophit)      | 16             |
| Россия Top YouTube Hits (Tophit) | 1              |
| Россия (TopHit)                  | 14             |
| Польша AirPlay — Top (ZPAV)      | 18             |
| Польша AirPlay — TV (ZPAV)       | 2              |
| Польша AirPlay — Disco (ZPAV)    | 6              |

| Чарт (2017)                                   | Высшая позиция |
| --------------------------------------------- | -------------- |
| СНГ Top Radio & YouTube Hits (Tophit)         | 19             |
| СНГ Top Radio Hits (Tophit)                   | 97             |
| Россия Top YouTube Hits (Tophit)              | 3              |
| Россия Top City & Country Radio Hits (Tophit) | 93             |

| Чарт (2018)                           | Высшая позиция |
| ------------------------------------- | -------------- |
| СНГ Top Radio & YouTube Hits (Tophit) | 3              |
| Россия Top YouTube Hits (Tophit)      | 2              |

## Кавер-версии
- В 2024 году Филипп Киркоров[38] записал кавер-версию песни под названием «Фиолетовая вата».

## Сертификации
| Регион                                                                      | Сертификация | Продажи |
| --------------------------------------------------------------------------- | ------------ | ------- |
| Польша (ZPAV)                                                               | Золотой      | 10 000  |
| Данные о продажах + прослушиваниях приведены только на основе сертификации. |              |         |

## Награды и номинации
| Год  | Награда                       | Номинированная работа | Категория             | Результат | Прим.  |
| ---- | ----------------------------- | --------------------- | --------------------- | --------- | ------ |
| 2017 | Российская музыкальная премия | «Розовое вино»        | Танцевальный хит года | Номинация | [ 40 ] |
| 2017 | VK Music Awards               | «Розовое вино»        | Популярный трек       | Победа    | [ 9 ]  |
| 2017 | ZD Awards                     | «Розовое вино»        | Видеоклип             | Номинация | [ 41 ] |
| 2018 | Премия RU.TV                  | «Розовое вино»        | Лучший старт          | Победа    | [ 42 ] |
| 2018 | Премия RU.TV                  | «Розовое вино»        | Звезда танцпола       | Номинация | [ 42 ] |
| 2018 | Премия RU.TV                  | «Розовое вино»        | Лучшая песня          | Номинация | [ 42 ] |
| 2018 | Премия Муз-ТВ                 | «Розовое вино»        | Лучшая песня          | Номинация | [ 43 ] |

## Комментарии
1. ↑  Более известный под псевдонимом Empaldo Beats